# Elecciones legislativas de Polonia de 1976
Las elecciones parlamentarias se celebraron en Polonia el 21 de marzo de 1976. Los resultados, como con las otras elecciones en la Polonia comunista, fueron controlados por el gobierno comunista. Los resultados de las elecciones de 1976 se duplicarían, exactamente, en las elecciones de 1980, y solo serían marginalmente diferentes de los de los años anteriores y de las elecciones de 1985.

## Resultados
| Partido                   | Partido                         | Votos      | %    | Escaños | +/– |
| ------------------------- | ------------------------------- | ---------- | ---- | ------- | --- |
| Frente de Unidad Nacional | Partido Obrero Unificado Polaco | 23,502,983 | 99.4 | 261     | +6  |
| Frente de Unidad Nacional | Partido Campesino Unificado     | 23,502,983 | 99.4 | 113     | – 4 |
| Frente de Unidad Nacional | Partido Demócrata de Polonia    | 23,502,983 | 99.4 | 37      | –2  |
| Frente de Unidad Nacional | Independientes                  | 23,502,983 | 99.4 | 49      | 0   |
| Votos en blanco           | Votos en blanco                 | 134,350    | 0.6  | –       | –   |
| Votos inválidos           | Votos inválidos                 | 14,923     | –    | –       | –   |
| Total                     | Total                           | 23,652,256 | 100  | 460     | 0   |
| Votantes registrados      | Votantes registrados            | 24,069,579 | 98.3 | –       | –   |
| Fuente: Nohlen & Stöver   |                                 |            |      |         |     |